# Mittenkirchen (Weyarn)
Mittenkirchen ist ein Gemeindeteil der Gemeinde Weyarn im oberbayerischen Landkreis Miesbach.

## Geographie
Die Einöde Mittenkirchen liegt nördlich des Hauptortes Weyarn an der Kreisstraße MB 20. Östlich des Ortes verläuft die Kreisstraße MB 17 und südlich die A 8, westlich fließt die Mangfall.

## Baudenkmäler
In der Liste der Baudenkmäler in Weyarn sind für Mittenkirchen fünf Baudenkmäler aufgeführt, darunter
- die im Jahr 1506 geweihte katholische Filialkirche St. Vitus, ein unverputzter Tuffquaderbau mit giebelseitigem Dachreiter.